# راية النور بنت الهاشم
الأميرة راية النور بنت الهاشم( مواليد 4 يوليو، 2008 في عمان، الأردن) هِيَ الإبنَة الثانِيَة لِلأمير هاشم بن الحسين وزوجته الأميرة فاهدة هاشم. وهي الحفيدة الثالثة للملكة نور في الأردن.